# Hoàng Hữu Chiến
Hoàng Hữu Chiến (sinh năm 1966) là một sĩ quan cao cấp của Quân đội nhân dân Việt Nam, hàm Thiếu tướng,  Phó Tư lệnh kiêm Tham mưu trưởng Bộ đội Biên phòng. Ông là Đại biểu Quốc hội Việt Nam khóa XV, nhiệm kì 2021–2026, thuộc đoàn Đại biểu Quốc hội An Giang.

## Tiểu sử
Hoàng Hữu Chiến sinh ngày 1 tháng 10 năm 1966, quê quán tại xã Thanh An, huyện Cam Lộ, tỉnh Quảng Trị.
Ngày 07 tháng 12 năm 2021, tại Quyết định 2046/QĐ-TTg, Thủ tướng Chính phủ Phạm Minh Chính bổ nhiệm Thiếu tướng Hoàng Hữu Chiến, Phó Tham mưu trưởng Bộ đội Biên phòng giữ chức Phó Tư lệnh kiêm Tham mưu trưởng Bộ đội Biên phòng, Bộ Quốc phòng.